# غويلدن مردن (كامبريدجشير)
غويلدن مردن (بالإنجليزية: Guilden Morden)‏ هي قرية وأبرشية مدنية تقع في المملكة المتحدة في إنجلترا. يقدر عدد سكانها بـ 929 نسمة .